# 프랑크 비네케
프랑크 비네케(독일어: Frank Wieneke, 1962년 1월 31일~)는 독일의 유도 선수, 지도자이다. 1984년 하계 올림픽에서 하프미들급 금메달을 획득했고, 1988년 하계 올림픽에서 하프미들급 은메달을 획득했다. 
2016년에 독일 스포츠 명예의 전당에 헌액되었다.